# Västerås Summer Meet
Västerås Summer Meet är en tre dagars bilträff som arrangeras i Västerås med inriktning mot amerikanska veteranfordon. Arrangemanget hålls i juli varje år sedan 2017. Västerås Summer Meet ersatte Power Big Meet, som hållits i Västerås sedan 1987. 
Västeråsen Klas Brink arrangerar aktiviteterna på Johannisbergs flygfält från år 2017. 
Västerås Summer Meet arrangerar många aktiviteter på Johannisbergs flygfält: bilutställning, bilbedömning, swapmeet (försäljning av bildelar, nostalgiföremål, kläder och annat), café, bar, musikunderhållning, demonstration av ombyggnad av bil, visning av dragsterbil, modevisning, helikopterflygning med mera.
Arrangemanget påverkar stora delar av Västerås, med många engagerade och många separata aktiviteter, till exempel burnout på Hälla, drive in-vigslar och -dop samt möjlighet till verkstadsbesök på Autotec i Västerås.
2024 arrangerades för första gången finbils och allmänna cruisingarna av den för ändamålet startade ideella föreningen Varos Cruising. Cruisingen är till stora delar dubbelriktad och startar vid rondellen "Eken" Johannisbergsvägen/Sjöhagsvägen och vänder tillbaka i "Tingsrättsrondellen" Sigurdsgatan/Kungsängsgatan. I finbilscruisingen på fredagar deltar 200 bilar och en jury är på plats.

## Bildgalleri

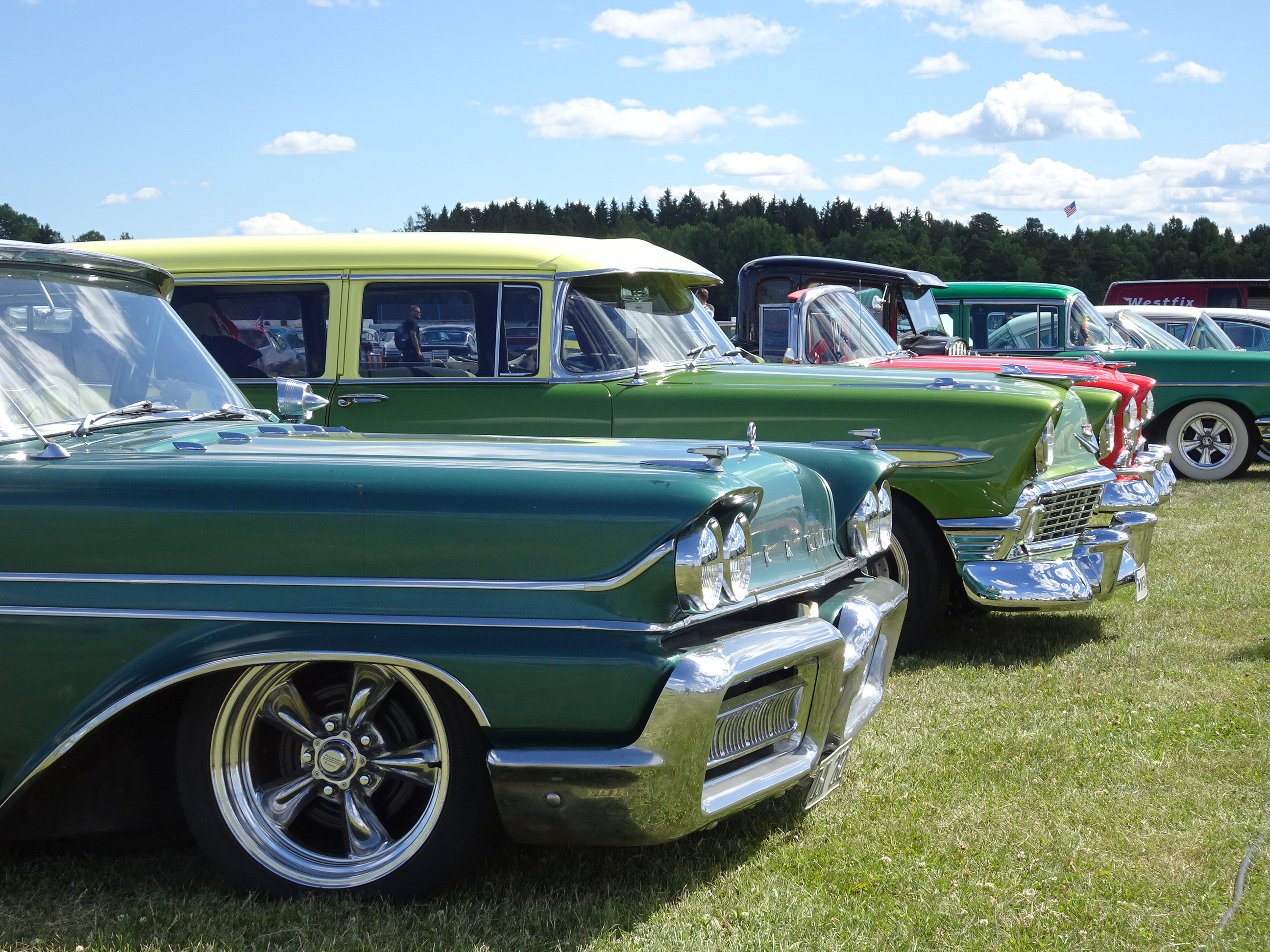
Bilar på flygfältet
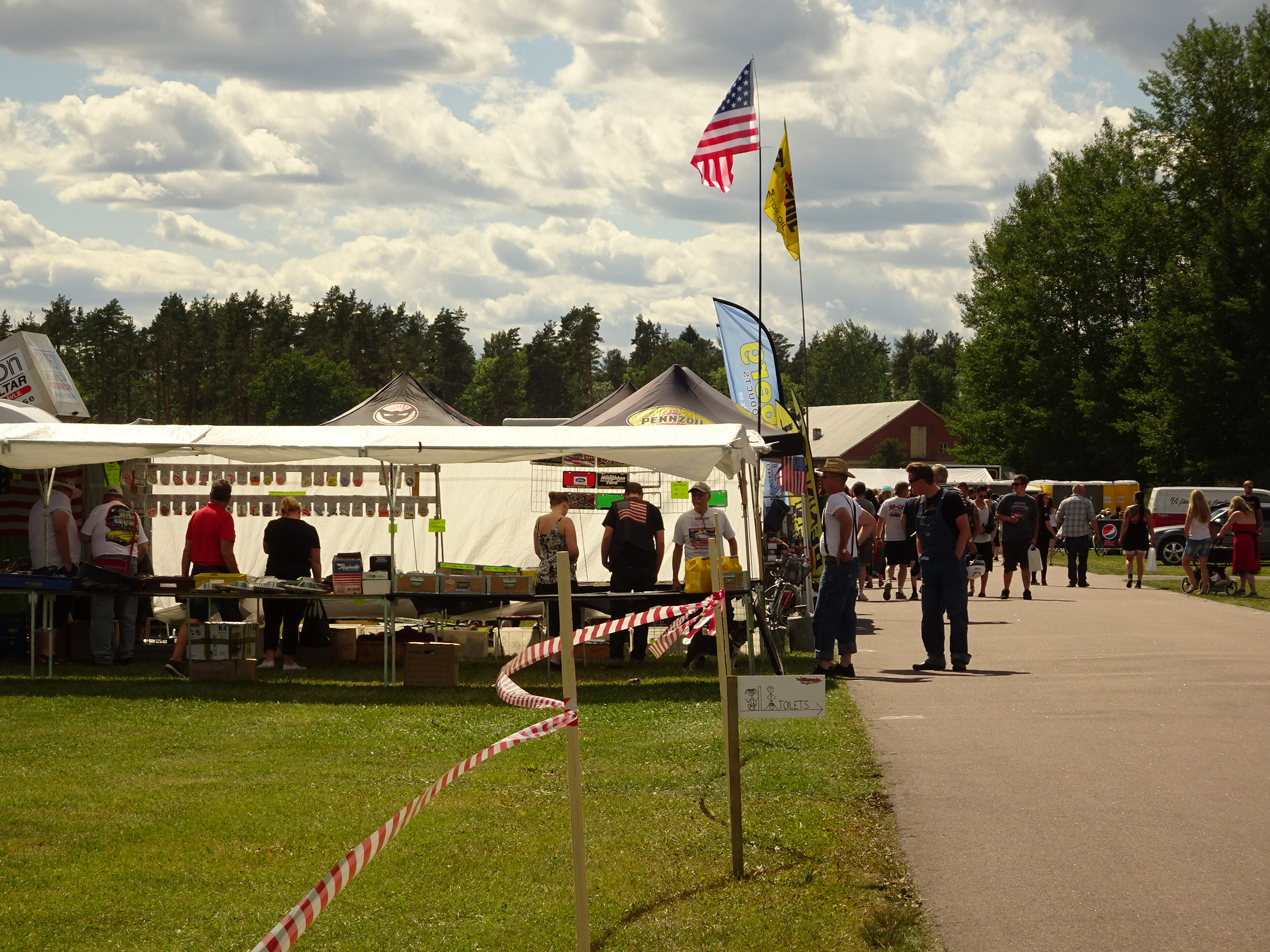
Swapmeet
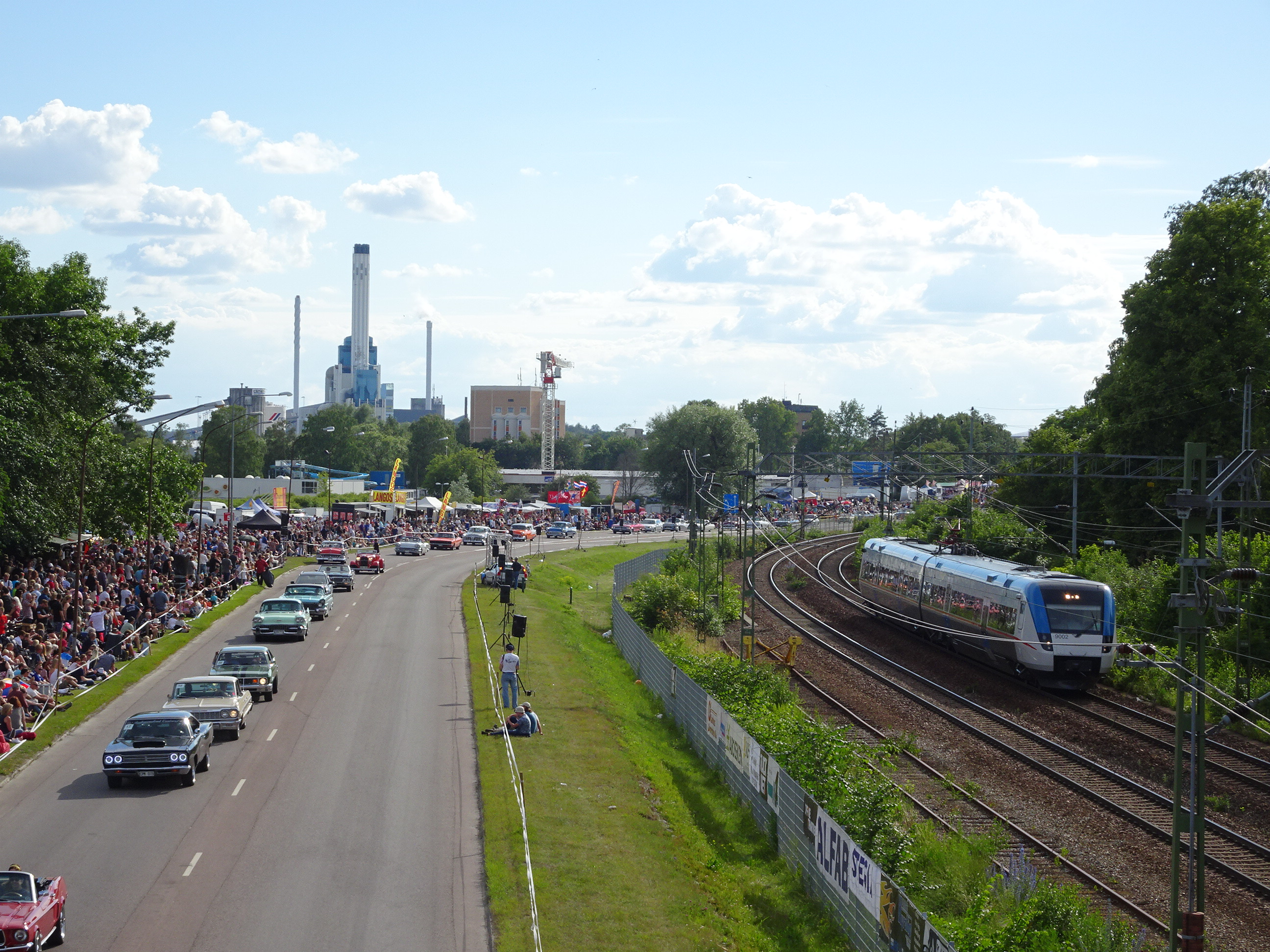
Finbilscruisingen på Sjöhagsvägen